# Juan Manuel Cagigal y Odoardo
Juan Manuel Cagigal y Odoardo (Barcelona, 10 de agosto de 1803 - Yaguaraparo, 10 de febrero de 1856), en ocasiones escrito Cajigal, fue un ingeniero, militar, matemático y periodista venezolano. Se le considera el fundador de los estudios matemáticos y de ingeniería en Venezuela y fundó el primer observatorio astronómico del país.

## Biografía
Fue hijo del matrimonio del brigadier español Gaspar de Cagigal y Pontón, miembro de la familia de los marqueses de Casa Cagigal,y de la cumanesa Matilde Odoardo Bucet de Gran Pré. En 1808 se trasladó a Cumaná, y en 1814 a España, tras la muerte de su padre el 5 de julio de 1810, quien ocupaba un importante cargo político en la ciudad venezolana de Barcelona. Entre 1816 y 1828 Juan Manuel Cagigal recibió educación en España y Francia. Tras cursar estudios de cadete en el Cuerpo de Húsares Montados y en la Universidad de Alcalá de Henares, su pasión por la ciencia lo llevó en 1823 a París para matricularse en las cátedras que regentaban algunos de los destacados matemáticos y físicos del mundo en su tiempo, como Augustin Louis Cauchy, Sylvestre François Lacroix, Adrien-Marie Legendre, Siméon Denis Poisson y Pierre Simon Laplace. En 1828 habló con el militar, ingeniero y diplomático colombiano Lino de Pombo a quien le pidió su ayuda para regresar a América, dejando atrás el ofrecimiento de dirigir una cátedra de Matemática en la Universidad Complutense de Madrid.
De regreso a Venezuela en 1828 fue recomendado por el doctor José María Vargas para trabajar para el gobierno grancolombino, pero no hubo respuesta al respecto. En 1829  participa en la fundación de la Sociedad Económica de Amigos del País. En Cumaná, funge como Secretario del General José Francisco Bermúdez. En 1831 fundó y dirigió la Academia Militar de Matemáticas de Caracas adscrita a la Universidad Central de Venezuela. Fundó el Observatorio Astronómico de Caracas (el primero de Venezuela). Paralelo a sus intereses científicos, también dio clases de literatura en la Universidad Central de Venezuela.
Juan Manuel Cagigal, además de sus ocupaciones científicas y docentes, desempeñó diversos cargos públicos y políticos como Juez de imprenta, Director de Instrucción Pública, Diputado por Caracas y senador por la Provincia de Barcelona en el Congreso Nacional, correspondiéndole por entonces formular la Ley Orgánica de las Provincias. Como parlamentario formó parte de la comisión evaluadora del polémico Tratado Pombo-Michelena que en 1833 intentó delimitar la frontera entre Colombia y Venezuela, cuyo gobierno lo rechazó. También intervino en los debates sobre la adopción del sistema métrico decimal y la inmigración de trabajadores canarios.
En 1838 fundó el periódico Correo de Caracas junto con José Hermenegildo García y Fermín Toro, diario que dejó de editarse en 1841, en el cual publicó diversos artículos sobre, entre otros diversos temas, el trazado de la carretera a los valles de Aragua, la carretera de Caracas- La Guaira y las ventajas que tendría la construcción de un ferrocarril entre estas poblaciones.
Ascendió, después de Humboltd, dos veces la Silla del Ávila. Se interesó en los trabajos corográficos de Agustín Codazzi. Trajo y montó una prensa litográfica. Fue el primero que ensayó en Venezuela los procedimientos científicos de Daguerre.
Tanto trabajo terminó por afectar la salud mental de Cagigal, quien culminaría sus actividades públicas en Europa donde fue secretario de la legación venezolana en Londres y París entre 1841 y 1843 año en el cual regresó al país sin sanarse de la neurosis y del dolor causado por el enamoramiento con la cortesana francesa Marie Duplessis. Juan Manuel Cagigal se refugió en el pueblo sucrense de Yaguaraparo donde murió en 1856. Sus restos fueron enterrados en Río Caribe y posteriormente trasladados a la iglesia de San Juan de Dios en La Guaira.
En 1889 el entonces presidente de Venezuela, el doctor Juan Pablo Rojas Paúl decretó el traslado de sus restos al Panteón Nacional por lo cual su osamenta fue exhumada de la Iglesia de Río Caribe donde reposaban desde su muerte. Sin embargo, según confirmaron investigaciones realizadas en 1952 por su biógrafo Angel Grisanti, los restos se extraviaron y su paradero es desconocido.
Entre sus obras científicas, destacan su Curso de astronomía y Memorias sobre integrales entre límites, además del Tratado de mecánica elemental. En su honor se fundó el 10 de septiembre de 1888 el Observatorio Naval Cagigal, y se nombró el Municipio Juan Manuel Cajigal y el asteroide (12359) Cajigal descubierto por el astrónomo Orlando Naranjo Villaroel.